# Острови Ріау
0°54′ пн. ш. 104°27′ сх. д. / 0.900° пн. ш. 104.450° сх. д.
Острови Ріау (індонез. Kepulauan Riau), скорочено Кепрі (індонез. Kepri) — провінція в Індонезії, розташована на декількох групах островів у Південнокитайському морі, між західною Малайзією та індонезійським островом Суматра на заході та островом Калімантан (зі східною Малайзією) на сході. На заході межує з провінцією Ріау, на півночі — з Малайзією та Сінгапуром, на сході — з провінцією Західний Калімантан та малайзійським штатом Саравак.
Площа 8 202 км². Адміністративний центр — Танджунгпінанг, найбільше місто — Батам.

## Географія
Провінція займає близько 2000 островів, об'єднаних у 5 груп: острови Ріау на південь від Сінгапуру, острови Лінга на схід від Суматри та на південь від Ріау, а також острови Анамбас, Натуна (Бунгуран) і Тамбелан, широко розкидані у водах Південнокитайського моря між півостровом Малакка та островом Калімантан. Острови Ріау-Лінга відокремлені від Сінгапуру Сінгапурською протокою, а від Суматри протокою Бергала.
Найбільші острови: Бінтан, Батам, Кундур (острови Ріау), Лінга, Сінґкеп (острови Лінга), Натуна-Бесар (острови Натуна).
Більшість островів мають горбистий ландшафт. Найвищими вершинами є гора Дайк (1163 м) на острові Лінга та гора Ранай (959 м) на острові Натуна-Бесар.
Узбережжя островів займають мангрові болота. Виняток становлять лише острови Анамбас, які мають круту, кам'янисту, вкриту лісом берегову лінію. Великих річок немає.
Острови Ріау відзначаються багатством тваринного світу. Тут водяться тупаї, лангури, лорі та інші види приматів, яванський скунс, цівети, підковики, безліч видів птахів (зозулі, сови, дятли, бюльбюлі, нектарки, голуби). У прибережних водах є багато риби, крабів, двостулкових молюсків.
Майже 20 % островів провінції ненаселені й не мають назв.

## Історія
Приблизно в VII—XIII ст. острови Ріау перебували в складі буддійської імперії Шривіджая зі столицею в Палембанзі (Південна Суматра). У XIV ст. контроль над регіоном встановила індуїстська імперія Маджапагіт із східної Яви. З XV—XVI ст. на Суматрі стрімко зростали мусульманські султанати, особливо після розпаду Маджапагіту.

Прапор Руху, що виступає за незалежність островів Ріау

На початку XVI ст. в регіоні з'являються європейці, які прагнули контролювати торгівлю прянощами. 1511 року португальці захопили Малакку, малайську державу, розташовану на південно-західному узбережжі Малайського півострова. Повалений султан Махмуд-шах утік на південь півострова, де заснував новий султанат Джохор зі столицею на острові Бінтан (архіпелаг Ріау). Острови Ріау опиняються в центрі Малайського світу.
1641 р. Малакку захопили голландці. Водночас вони закріпились на острові Ява й претендували на гегемонію в регіоні. Наприкінці XVII — на початку XIX ст. спостерігається активне суперництво між Нідерландами та Великою Британією, яке врешті скінчилося підписанням угоди 1824 року, за якою Малакку, Джохор та Сінгапур отримали англійці, а Суматру та острови Ріау-Лінга — голландці. У роки Другої світової війни (1942—1945) регіон перебував під японською окупацією. 1950 року острови Ріау увійшли до складу новоствореної Республіки Індонезія як частина провінції Центральна Суматра.
1957 року Центральна Суматра була розділена на три провінції: Західна Суматра, Джамбі та Ріау. 24 вересня 2002 року Острови Ріау були адміністративно відділені від суматранської частини провінції Ріау й утворили окрему адміністративну одиницю Індонезії. Уряд нової провінції офіційно запрацював з 2004 року.

## Населення
Населення островів у 2010 році становило 1 679 163 особи. Більшість зосереджена на острові Батам та в околицях Танджунгпінанга.
Етнічний склад населення провінції Острови Ріау, за даними перепису населення 2010 року, був таким:
| Народи      | Чисельність | Доля в населенні |
| ----------- | ----------- | ---------------- |
| Малайці     | 501 061     | 29,97 %          |
| Яванці      | 417 438     | 24,97 %          |
| Батаки      | 208 678     | 12,48 %          |
| Мінангкабау | 162 452     | 9,72 %           |
| Китайці     | 128 704     | 7,70 %           |
| Сунданці    | 49 419      | 2,96 %           |
| Буги        | 37 124      | 2,22 %           |
| Інші        | 166 805     | 9,98 %           |
| Всього      | 1 671 891   | 100,00 %         |

30 % населення провінції становлять малайці. Другою за розміром етнічною групою є яванці, найбільша група іммігрантів Островів Ріау. Найбільшим етнічним різноманіттям відрізняється населення острова Батам. Натомість на островах Натуна малайці становлять абсолютну більшість населення.
Корінними жителями островів Ріау є оранг-лаути. Їх племена й досі кочують водами архіпелагу, живуть у човнах, дотримуються анімізму, займаються рибальством і морськими промислами, не змішуються з малайським населенням.
Місцеві жителі розмовляють переважно малайською мовою.
Понад три чверті населення провінції Острови Ріау сповідують іслам. За даними перепису населення 2010 року чисельність мусульман тут становила 1 332 201 особа (79,3 % населення); далі йшли християни — 225 828 осіб (13,4 % населення), переважно протестанти, та буддисти — 111 730 осіб (6,7 % населення).

## Адміністративний устрій

Мапа провінції Острови Ріау

Провінція ділиться на п'ять округів (індонез. kabupaten) і два міських муніципалітети (індонез. kota) :
| № | Адміністративна одиниця                                | Площа, км² | Населення, осіб (2010, перепис) | Адміністративний центр                                 |
| - | ------------------------------------------------------ | ---------- | ------------------------------- | ------------------------------------------------------ |
| 1 | Батам (місто, індонез. Kota Batam)                     | 960,25     | 944 285                         |                                                        |
| 2 | Танджунгпінанг (місто, індонез. Kota Tanjung Pinang)   | 144,56     | 187 359                         |                                                        |
| 3 | Бінтан (індонез. Kabupaten Bintan)                     | 1 318,21   | 142 300                         | Кота-Кіджанг (індонез. Kota Kijang)                    |
| 4 | Каримун (індонез. Kabupaten Karimun)                   | 912,75     | 212 561                         | Танджунгбалай-Каримун (індонез. Tanjung Balai Karimun) |
| 5 | Лінга (індонез. Kabupaten Lingga)                      | 2 266,77   | 86 244                          | Дайк (індонез. Daik)                                   |
| 6 | Острови Анамбас (індонез. Kabupaten Kepulauan Anambas) | 590,14     | 37 411                          | Таремпа (індонез. Tarempa)                             |
| 7 | Натуна (індонез. Kabupaten Natuna)                     | 2 009,04   | 69 003                          | Ранай (індонез. Ranai)                                 |
|   | Провінція Острови Ріау                                 | 8 201,72   | 1 679 163                       | Танджунгпінанг (індонез. Kota Tanjung Pinang)          |

## Економіка
Економіка провінції значною мірою орієнтована на Сінгапур та Малайзію. Вона входить до складу Трикутника Зростання СІДЖОРІ — міжнародної регіональної організації, що об'єднує Сінгапур, малайзійських штат Джохор та індонезійську провінцію Острови Ріау (SIJORI = Singapore-Johor-Riau). Вона розпочала свою діяльність 1994 року. Метою проекту є зміцнення регіональних економічних зв'язків та оптимізація взаємодоповнюваності господарського комплексу трьох суміжних територій.
Провідною галуззю економіки Островів Ріау є промисловість: електроніка, переробка мінеральних ресурсів, виробництво металевих виробів, пластмас та важке машинобудування. Друге місце займає торгівля й готельний бізнес. Зберігає своє значення й давня галузь місцевого господарства — видобуток корисних копалин (головним чином бокситів, граніту та олова), переважно на островах Ріау та Лінга. Розширюються обсяги будівництва на всій території провінції. Сільське господарство, лісове господарство та рибальство становлять відносно невеликий сегмент економіки.